# Tetragnatha klossi
Tetragnatha klossi är en spindelart som beskrevs av Henry Roughton Hogg 1919. Tetragnatha klossi ingår i släktet sträckkäkspindlar, och familjen käkspindlar. Inga underarter finns listade i Catalogue of Life.